# Tribehou
Tribehou ist eine französische Gemeinde mit 511 Einwohnern (Stand 1. Januar 2022) im Département Manche in der Region Normandie. Sie gehört zum Arrondissement Saint-Lô, zum Kanton Pont-Hébert und zum Gemeindeverband Baie du Cotentin.

## Geografie
Die Terrette fließt an der Gemeindegrenze zum nordöstlich gelegenen Graignes-Mesnil-Angot in die Taute. Die weiteren Nachbargemeinden sind Pont-Hébert im Osten, Remilly Les Marais im Süden, Marchésieux im Westen sowie Saint-André-de-Bohon im Nordwesten.

## Bevölkerungsentwicklung
| Jahr      | 1962 | 1968 | 1975 | 1982 | 1990 | 1999 | 2008 | 2018 |
| --------- | ---- | ---- | ---- | ---- | ---- | ---- | ---- | ---- |
| Einwohner | 668  | 638  | 587  | 528  | 499  | 519  | 503  | 527  |

## Sehenswürdigkeiten

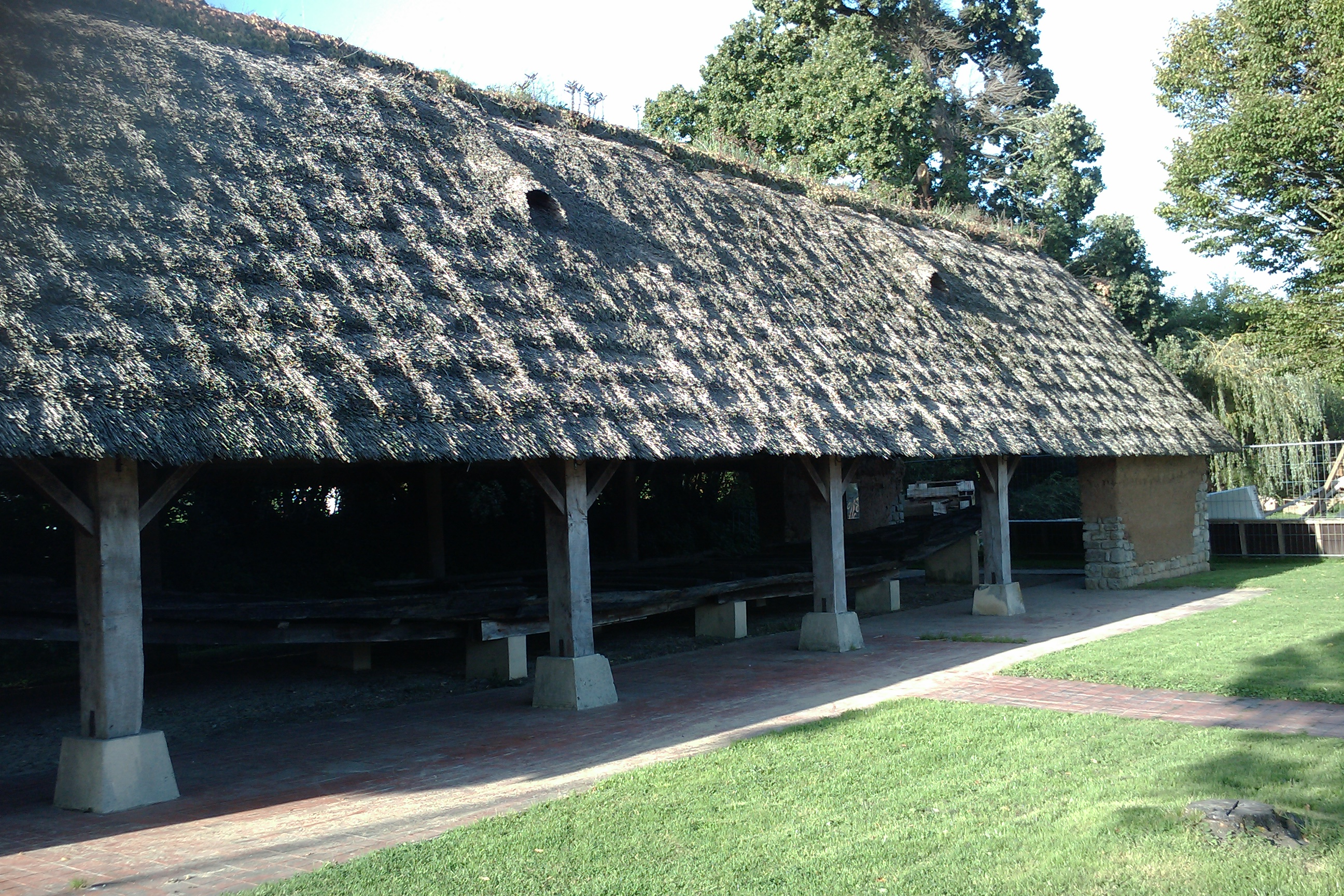
Unterstand für einen Schleppkahn
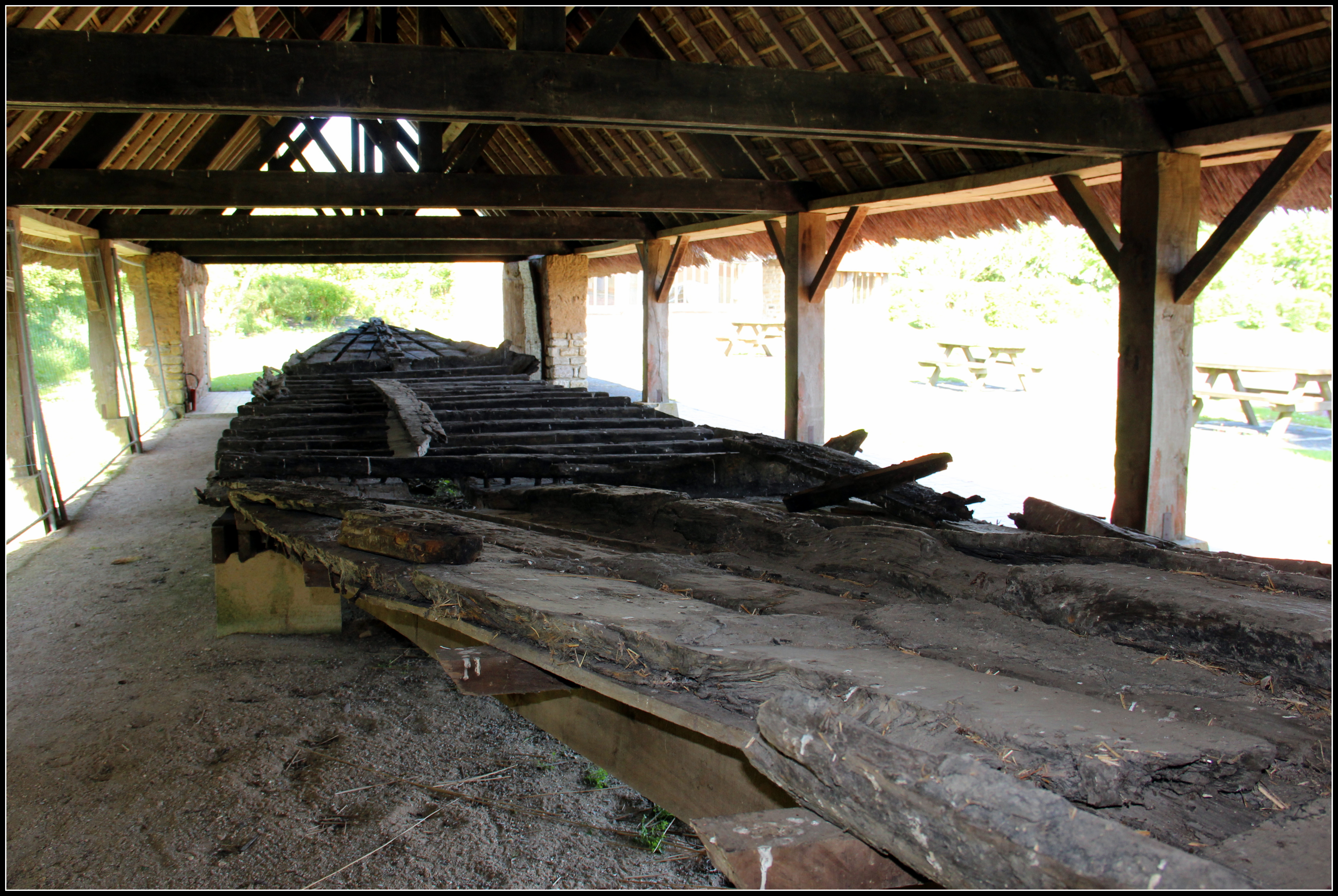
Schleppkahn
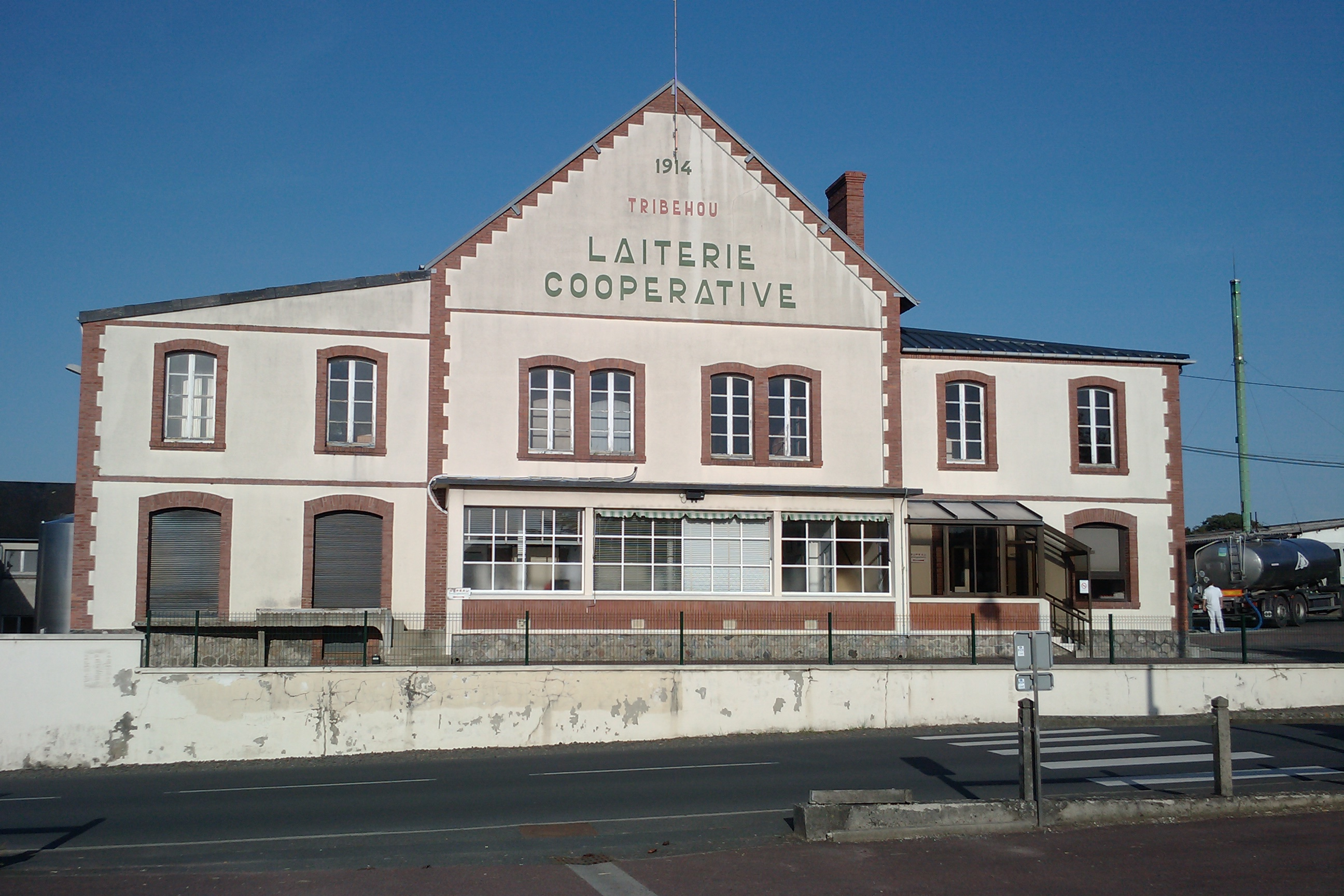
Milchzentrale
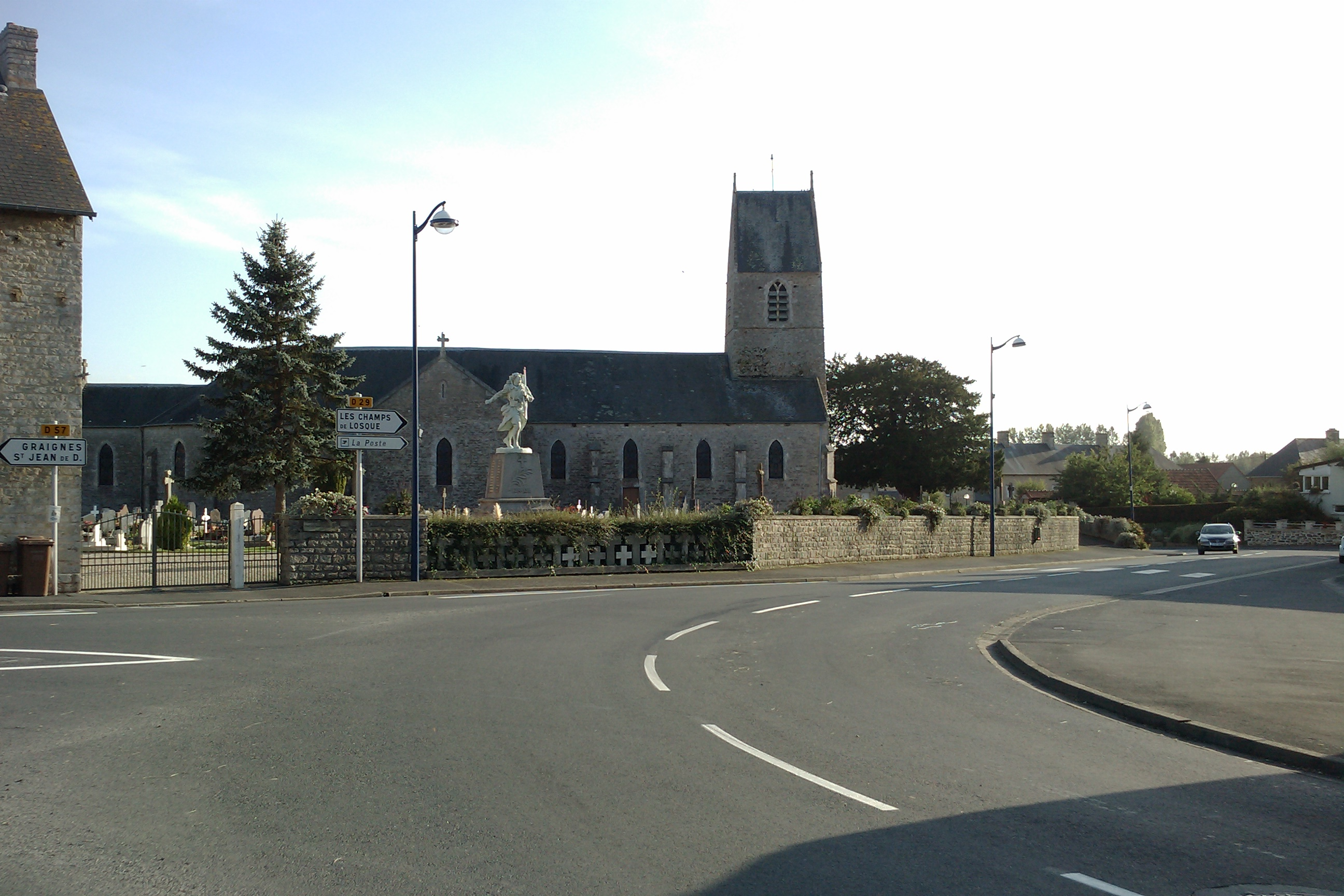
Kirche Notre-Dame

- Unterstand für einen Schleppkahn
- Schleppkahn
- Milchzentrale
- Kirche Notre-Dame